# Сераковский, Юзеф
Юзеф Сераковский (пол. Józef Sierakowski; 1765, Ополе — 28 мая 1831[…], Варшава) — польско-литовский дипломат, политик и историк.
Из рода Сераковских герба Долэнга. Родился в 1765 году в Ополе. В 1789—1792 годах являлся секретарём польского посольства в Стокгольме. Был республиканцем и противником России; после подавления восстания Костюшко проживал в Европе. Уже со времён образования Великого герцогства Варшавского (1807) был лично известен императору Наполеону.
Во время вторжения французов в Россию, Сераковский 18 июля 1812 года был назначен Наполеоном первым главой так называемого Временного правительства Литвы. 24 августа того же года был понижен до одного из членов правительства, уступив должность председателя Станиславу Солтану. После поражения Наполеона покинул Россию, однако был амнистирован царём Александром I, вместе с другими членами «правительства».
В дальнейшем проживал в Царстве Польском, где стал кавалером ордена Святого Станислава I степени (1821) и членом Государственного совета (1830). К то времени уже являлся мальтийским рыцарем и офицером ордена Почётного легиона. 
Интересовался историей и мифологией. Выпустил труд «O mitologii Słowian» («О мифологии славян»), занимался изданием исторических источников. Скончался в 1831 году.